# Eilema dinawa
Eilema dinawa là một loài bướm đêm thuộc phân họ Arctiinae, họ Erebidae.